# Masalia metarhoda
Masalia metarhoda är en fjärilsart som beskrevs av Druce 1903. Masalia metarhoda ingår i släktet Masalia och familjen nattflyn. Inga underarter finns listade i Catalogue of Life.